# هری و سونیا
هری و سونیا (سوئدی: Harry & Sonja) یک فیلم کمدی سوئدی به کارگردانی بیورن رونگه است که در سال ۱۹۹۶ منتشر شد.

## بازیگران
- استلان اسکاشگورد
- ویوکا سلدال
- استن لیونگرن
- پر اسکارشون
- رگینا لوند
- ویرون هولمبری
- میکل گابای
- شانتی رونی
- اینیا ادواردس
- آندش لونبرو
- یوران فوشمارک
- ایوون خالسکه